# Dying to Say This to You
Dying to Say This to You är det andra studioalbumet av den svenska rockgruppen The Sounds, utgivet i mars 2006.
Albumet, som under 2005 pusslats ihop vid en rad olika inspelningsstudior, spelades framförallt in i USA tillsammans med The Killers-producenten Jeff Saltzman. Förutom åttonde placering på svenska albumlistan uppnådde albumet inga listframgångar inom Europa men blev däremot listetta på amerikanska Top Heatseekers och var även deras första album på Billboard 200-listan, där det som bäst låg på 107:e plats. Skivans ledande singel, "Song with a Mission", utgavs 15 februari och var albumets enda singel på svenska singellistan, där den som bäst låg 22:a. Trots begränsade listframgångar som singlar har även "Painted by Numbers" och "Tony the Beat (Push It)" uppnått viss popularitet genom deras musikvideor.
Kvinnorna på omslaget är The Misshapes-medlemmen Leigh Lezark till vänster och hennes vän Alexis Page till höger.

## Låtlista
Alla låtar är skrivna och komponerade av Maja Ivarsson, Felix Rodriquez, Johan Bengtsson, Fredrik Nilsson och Jesper Anderberg. 
| Nr           | Titel                                | Längd |
| ------------ | ------------------------------------ | ----- |
| 1.           | Song with a Mission                  | 2:56  |
| 2.           | Queen of Apology                     | 3:05  |
| 3.           | Tony the Beat                        | 3:10  |
| 4.           | 24 Hours                             | 2:40  |
| 5.           | Painted by Numbers                   | 3:17  |
| 6.           | Night After Night (Acoustic Version) | 4:12  |
| 7.           | Ego                                  | 2:41  |
| 8.           | Hurt You                             | 3:51  |
| 9.           | Much Too Long                        | 3:05  |
| 10.          | Running Out of Turbo                 | 2:45  |
| 11.          | Night After Night                    | 3:28  |
| Total längd: | Total längd:                         | 40:32 |

| 11. | Night After Night (Rock Version)          | 3:29 |
| 12. | Rock 'n Roll                              | 3:54 |
| 13. | Living in America                         | 3:28 |
| 14. | Mine for Life                             | 4:42 |
| 15. | Tony the Beat (Rex the Dog Radio Version) | 3:19 |
| 16. | Queen of Apology (Fall Out Boy Remix)     | 3:09 |

## Listplaceringar
| Listor (2006-2007)     | Högsta placering |
| ---------------------- | ---------------- |
| Finländska albumlistan | 27               |
| Svenska albumlistan    | 8                |
| USA Billboard 200      | 107              |
| USA Top Heatseekers    | 1                |
| USA Independent Albums | 9                |

## Medverkande
The Sounds
- Maja Ivarsson – sång
- Felix Rodriquez – gitarr
- Johan Bengtsson – bas
- Jesper Anderberg – keyboard
- Fredrik Nilsson  – trummor

Produktion
- Producerad av Jeff Saltzman med ytterligare produktion av The Sounds
- "Hurt You" producerad av Adam Schlesinger, James Iha och The Sounds
- Howie Weinberg – mastering
- Paul Q. Kolderie & Adam Taylor – mixning
- Brad Kobylczak – ljudtekniker
- Geoff Sanoff, Mikael Johnston, Rudyard Lee Cullers, Steve Beacham – assisterande ljudtekniker
- Arnioki – programmering
- Stephen Murray – fotografi & skivomslag

Övriga musiker
- Annie Stocking & Jeanie Tracy – bakgrundssång på "Song with a Mission"
- Micah Gaugh – saxofon på "Tony the Beat"
- Melora Creager – cello på "Night After Night"